# Каменка (Костанайская область)
Каменка (каз. Камен) — упразднённое село в Мендыкаринском районе Костанайской области Казахстана. Исключено из учётных данных в 2023 году. Входило в состав Введенского сельского округа. Находится примерно в 59 км к северо-западу от районного центра, села Боровского. Код КАТО — 395643300.

## История административно-территориальных изменений
В XIX веке территория поселения входила в состав Киньаральской волости Кустанайского уезда Тургайской области Российской империи, в начале XX века в составе Уйской волости (того же уезда и области), затем в составе Каменно-Белоярской волости Боровского района Челябинской губернии РСФСР. С 1922 года в составе  Каменно-Белоярской волости Боровского уезда Казакской АССР, затем Каменского сельсовета Введенского района Кустанайского уезда, а с 1964 года входит в состав Введенского сельского совета (округа) Боровского района Костанайской области.

## История
Посёлок Каменский образовался в начале XIX века как казачья станица. В конце XIX века посёлок разросся и стал центром Каменско-Белоярской волости. В начале XX века в посёлке насчитывалось порядка 2500 человек.
Во время Первой Мировой войны на полях сражения погибло и ранено более 280 жителей Каменско-Белоярской волости.
В 1930—1950-х годах посёлок Каменка был центром Каменского сельского совета. В состав Каменского сельсовета входили посёлки Белояровка, Уйское, Балыклы, Лютинка, аул Тенизбаевский, кордон (лесоохрана) Боровского лесхоза, кордон (лесоохрана) Балактинский. Население сельского совета в 1936 году составляло 2206 человек. В 1957 году, в связи с расформированием Введенского района, Каменский сельсовет был передан в состав Мендыгаринского района. В 1964 году сельский совет был расформирован и поделён между Вишнёвым сельским советом Фёдоровского района и Введенским сельским советом Мендыгаринского района, при этом Каменка потеряла статус центральной усадьбы. В октябре 2023 года в комиссии областного маслихата приняли решение включить село Каменка в состав села Загаринка, находящееся в 19 км.

## Население
В 1999 году население села составляло 197 человек (98 мужчин и 99 женщин). По данным переписи 2009 года, в селе проживало 118 человек (61 мужчина и 57 женщин). По данным переписи 2021 года, в селе проживало 53 человека (28 мужчин и 25 женщин).

## Известные люди
На территории Каменско-Белоярской волости родился и проживал вместе с родителями до 1922 года будущий Герой Советского союза Иван Макарович Журба. За доблесть и мужество, проявленные в боях за Днепр, за освобождение Киева Ивану Макаровичу Журбе Указом Президиума Верховного Совета СССР от 3 июня 1944 года было присвоено звание Героя Советского Союза.